# Kate O'Connor
Kate O'Connor, född 12 december 2000 i Newry, Nordirland, är en irländsk friidrottare som tävlar i mångkamp. Vid europamästerskapen inomhus 2025 tog hon brons i femkamp och vid inomhusvärldsmästerskapen i friidrott 2025 tog hon silver i femkamp.